# Ƈ
Ƈ ، ƈ یکی از حروف الفبای لاتین است، برساخته از یک C با قلابی در بالای آن. از این نویسه در برخی از زبان‌های آفریقایی مانند سرر استفاده می‌شود.
در گذشته در الفبای آوانگاری بین‌المللی از ƈ برای نشان‌دادن همخوان مکیده کامی واک‌دار بهره‌می‌بردند، ولی از ۱۹۹۳ میلادی کنار گذاشته‌شده و [ʄ̊] جایگزین آن است. 